# Віктор Рене Мендьєта Окампо
Віктор Рене Мендьєта Окампо (ісп. Víctor René Mendieta Ocampo, нар. 16 червня 1961) — панамський футболіст, що грав на позиції нападника, зокрема за національну збірну Панами. По завершенні ігрової кар'єри — тренер.

## Клубна кар'єра
У дорослому футболі дебютував 1978 року виступами за команду «Пласа Амадор», в якій провів чотири сезони, після чого грав за «Тауро» та сальвадорський «Кохутепеке».
Згодом протягом 1988–1996 років грав у Мексиці за команди «Коррекамінос», «Універсідад де Гвадалахара» та «Тампіко Мадеро».
Завершував ігрову кар'єру на батьківщині у 1998–2001 роках виступами за «Тауро», «Пласа Амадор» та «Альянсу».

## Виступи за збірну
1980 року дебютував в офіційних матчах у складі національної збірної Панами.
У складі збірної був учасником розіграшу Золотого кубка КОНКАКАФ 1993 року в США і Мексики.
Загалом протягом кар'єри в національній команді, яка тривала 21 рік, провів у її формі 80 матчів, забивши 11 голів.

## Кар'єра тренера
Розпочав тренерську кар'єру, повернувшись до футболу після невеликої перерви, 2005 року, очоливши тренерський штаб молодіжної збірної Панами.
Наступного 2006 року тренував основну збірну Панами.
У подальшому працював на клубному рівні, очолював тренерські штаби команд «Альянса» (Панама), «Чепо» та «Індепендьєнте» (Ла-Чоррера).